# You Won’t See Me
 You Won’t See Me (englisch sinngemäß für: Du willst mich nicht treffen) ist ein Lied der britischen Band The Beatles, das 1965 auf ihrem sechsten Studioalbum Rubber Soul veröffentlicht wurde. Komponiert wurde es von John Lennon und Paul McCartney und unter der Autorenangabe Lennon/McCartney veröffentlicht.

## Hintergrund

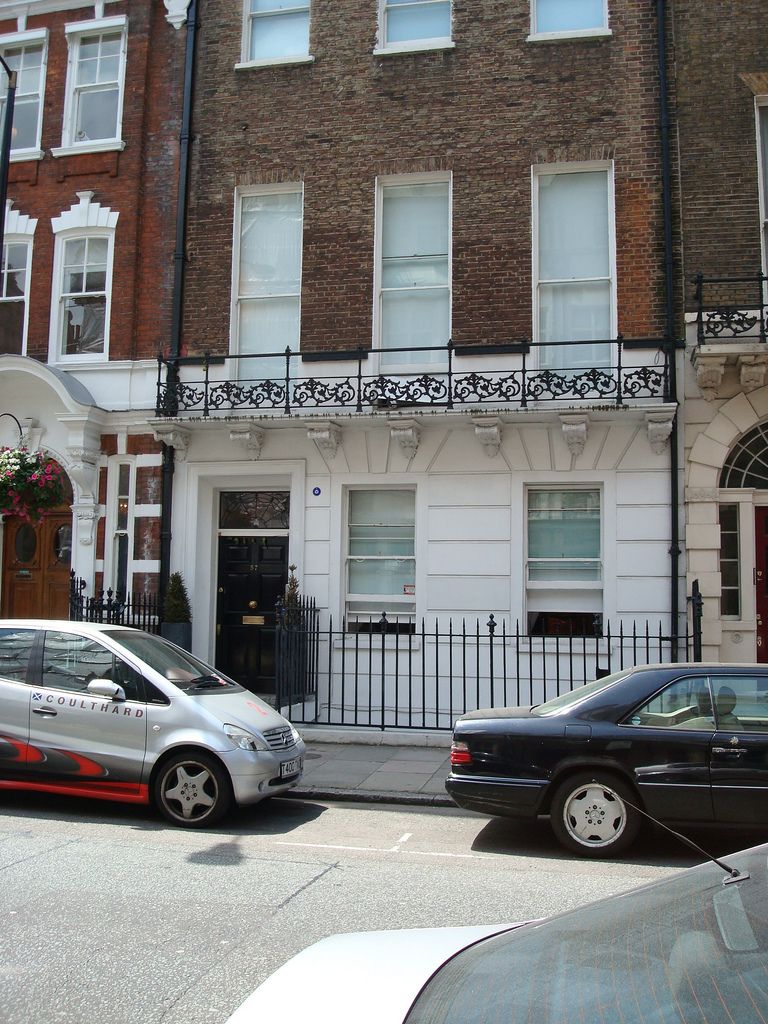
Elternhaus von McCartneys Freundin Jane Asher, in der Wimpole Street, London

You Won’t See Me basiert hauptsächlich auf den musikalischen Ideen von Paul McCartney, beeinflusst wurde das Lied vom Motown-Sound, insbesondere von James Jamerson, dem Bassisten bei Motown. McCartney schrieb das Lied überwiegend in dem Elternhaus seiner damaligen Freundin Jane Asher, in der Wimpole Street, London, während einer Beziehungskrise mit Asher, als sie in Bristol im Old Vic Theater ein Schauspielengagement hatte und McCartney nicht in der Lage war, sie zu erreichen. 
You Won’t See Me wurde nicht in das Liverepertoire der Gruppe im Jahr 1965 aufgenommen.

## Aufnahme
You Won’t See Me wurde am 11. November 1965 in den Londoner Abbey Road Studios (Studio 2) mit dem Produzenten George Martin aufgenommen. Norman Smith war der Toningenieur der Aufnahmen. Die Band nahm insgesamt zwei Takes auf, wobei der zweite Take für die finale Version verwendet wurde. In einer elfstündigen Aufnahmesession zwischen 18 und 7 Uhr wurden die Lieder You Won’t See Me und Girl eingespielt. Für das Lied Wait wurden noch weitere Overdubs eingespielt.
Die Abmischungen des Liedes erfolgten am 15. November 1965 in Mono und in Stereo.
Besetzung
- John Lennon: Hintergrundgesang
- Paul McCartney: Bass, Klavier, Gesang
- George Harrison: Leadgitarre, Hintergrundgesang
- Ringo Starr: Schlagzeug, Tamburin
- Mal Evans: Hammond-Orgel

Am 26. Februar 1987 erfolgte die Erstveröffentlichung des Albums Rubber Soul als CD in Europa (USA: 21. Juli 1987), in einer von George Martin im Jahr 1986 hergestellten digitalen neuen Stereoabmischung.

## Veröffentlichungen
- Am 7. Dezember 1965 erschien in Deutschland das zehnte Beatles-Album Rubber Soul, auf dem You Won’t See Me enthalten ist. In Großbritannien wurde das Album schon am 3. Dezember 1965 veröffentlicht, dort war es das sechste Beatles-Album.
- In den USA wurde You Won’t See Me auf dem dortigen elften Album Rubber Soul am 6. Dezember 1965 veröffentlicht.
- In Großbritannien erschien am 8. Juli 1966 die EP Nowhere Man, auf der sich You Won’t See Me befindet.

## Coverversionen
Folgend eine kleine Auswahl:
- Im April 1974 veröffentlichte Anne Murray ihre Version von You Won’t See Me, die Platz 8 der US-amerikanischen Charts erreichte.[1]

Weitere:
- Bee Gees – Inception Nostalgia [2]
- Bryan Ferry – These Foolish Things [3]